# Pio Alberto del Corona
Pio Alberto del Corona (5 de julho de 1837 - 15 de agosto de 1912) - nascido Alberto del Corona e no religioso Pio - foi um prelado católico romano italiano e fundador do Suore Domenicane dello Spirito Santo. Ele serviu como bispo de San Miniato de 1897 até sua renúncia uma década depois. O bispo serviu como um pastor humilde, embora relutante em aceitar sua nomeação episcopal, enquanto protestava contra a ideia de elevá-lo ao cardinalato. Ele exerceu suas funções até que seus graves problemas de saúde o obrigaram a renunciar à sua sé, embora tenha recebido um cargo cerimonial, já que o Papa Pio X não desejava dispensá-lo de todos os seus deveres e funções episcopais.
Ele foi inocentado para beatificação no final de 2014 depois que um milagre foi atribuído à sua intercessão. Sua beatificação ocorreu em 19 de setembro de 2015 em San Miniato; O cardeal Angelo Amato presidiu a celebração em nome do Papa Francisco.

## Vida
Alberto del Corona nasceu em 5 de julho de 1837, filho de Giuseppe del Corona e Ester Bucalossi (falecido em 1839), como seu quarto e último filho; seus pais serviam como humildes varejistas de calçados. Foi baptizado a 8 de Julho na catedral de Siena com o nome de "Alberto Francesco Filomeno". Um irmão era sua irmã Teresa. Seus pais costumavam chamá-lo de "Albertino" como um nome afetuoso.
Ele sentiu um profundo chamado religioso quando era criança e informou seus pais de sua decisão de responder a esta vocação em 1854. Sabe-se que passou algum tempo de sua infância em Tremoleto e que estudou com os Barnabitas no Collegio di San Sebastiano. Ele fez sua primeira comunhão em 16 de abril de 1851 em uma igreja Barnabita.
Ele entrou pela primeira vez em um convento da Ordem dos Pregadores em 4 de dezembro de 1854, depois de implorar a seu pai para fazê-lo, e recebeu o hábito às 16 horas em 1 de fevereiro de 1855, após a recitação das Vésperas; ele se tornou um membro professo dessa ordem em 3 de novembro de 1859. Posteriormente, foi ordenado sacerdote em 5 de fevereiro de 1860 na igreja de São Marcos e assumiu o nome religioso de "Pio"; celebrou a primeira missa no dia 12 de fevereiro seguinte.
Del Corona - junto com Pia Elena Bruzzi Bonaguidi (que conheceu pela primeira vez em 1869) - foi recebido em audiência privada para se encontrar com o Papa Pio IX em 8 de maio de 1872 e dele recebeu sua bênção e encorajamento para seu trabalho. Ele recebeu o imprimatur pessoal do pontífice para fundar o "Asilo" de Bolognese, bem como sua própria congregação religiosa. Em 1872 foi nomeado prior do convento de San Marco e ocupou esse cargo até 1874. Ele fundou o Suore Domenicane dello Spirito Santo em 1872 enquanto em San Miniato culminando com o trabalho que ele começou quase uma década antes. Pio IX o nomeou em 1874 como Bispo Coadjutor de San Miniato e o Papa Leão XIII o nomeou Bispo de San Miniato em 1897 após a morte do então bispo, apesar de sua grande relutância. Del Corona recebeu a consagração episcopal em 3 de janeiro de 1875 de Costantino Patrizi Naro na igreja de São Apolinário. Em 1899 foi nomeado Assistente do Trono Pontifício, que o tornou Monsenhor.
Del Corona usava uma corrente de ferro como cinto penitencial e frequentemente usava um chicote para se chicotear. Seu bem mais precioso era um anel episcopal com um topázio que Pio IX lhe dera em 1874. Em 1897, esteve presente em Florença para a abertura da urna de Antonino de Florença e retirou o anel do dedo de Antonino, substituindo-o pelo que o Papa lhe dera. Em 17 de abril de 1899 estava em Roma quando soube da morte de seu compatriota dominicano - e do cardeal arcebispo de Florença - Agostino Bausa. O Papa o recebeu em uma audiência privada logo depois e sugeriu que ele se tornasse o novo arcebispo e então fosse nomeado cardeal. Mas ele ficou horrorizado e protestou contra a ideia, embora mais tarde tenha sido aliviado quando o Papa decidiu nomear outro para o cargo.
O bispo decidiu retirar-se do cargo em 1906 devido a sua grave doença (em 4 de agosto de 1906 ele foi diagnosticado com doença hepática e também estava quase cego), no entanto, o Papa Pio X recusou-se a removê-lo de suas funções episcopais por completo e em vez disso, nomeou o cardeal Arcebispo de Pisa, Pietro Maffi, como administrador apostólico em 14 de setembro, até que ele pudesse encontrar um substituto; ele decidiu por este último em 1907, o que legitimou sua renúncia. Mas Pio X ainda não queria remover o bispo de seus deveres episcopais, então o nomeou como o Arcebispo titular de Sardica, o que seria uma posição cerimonial por natureza, enquanto o elevava ao posto de Arcebispo. Em 1910, o papa lhe enviou uma carta pessoal escrita à mão, comunicando ao arcebispo sua bênção apostólica, por ser o meio centenário de sua ordenação.

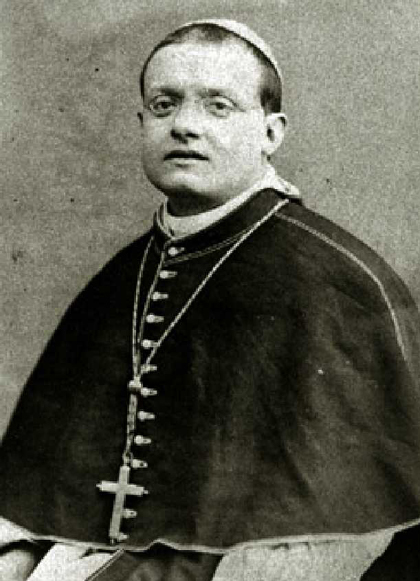
Pio Alberto del Corona c. 1875

Ele adoeceu e em 10 de agosto de 1912 recebeu os últimos ritos. Pio X também lhe enviou sua bênção ao saber de sua doença. Ele morreu na madrugada da Festa da Assunção, olhando pela janela. Foi sepultado em Florença, no Cimitero della Misericordia, onde o seu túmulo logo se tornou de peregrinação para os fiéis. Seus restos mortais foram posteriormente transferidos em 12 de outubro de 1925 e exumados em 2001 para inspeção canônica na presença do cardeal José Saraiva Martins, bem como de quatro bispos e quinze padres.

### Opiniões de contemporâneos
Todos os seus contemporâneos tinham grande estima pelo falecido arcebispo. O Papa Leão XIII disse uma vez que "é um dos mais doutos e santos prelados da Igreja". Certa vez, Pio X teve uma audiência privada com o bispo dominicano Ludovico Ferretti e aconselhou que o bispo "cuide bem dele, sabe! Aquele é um santo!" O cardeal arcebispo de Florença Ermenegildo Florit disse ser um "bom e fiel discípulo de São Domingos ".

## Beatificação

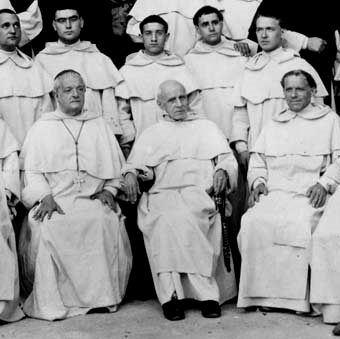
Pio Alberto del Corona (sentado à esquerda) em 1908 com Hyacinthe-Marie Cormier (sentado ao meio).

A causa de sua beatificação começou em 1941 em Florença e San Miniato, que viu o falecido arcebispo intitulado como um Servo de Deus; esse processo terminou em 1959, momento em que os teólogos examinaram e aprovaram seus escritos espirituais em 3 de dezembro de 1971 (escritos sem erros doutrinários). Mas a causa permaneceu latente por algum tempo antes de ser reativada e um processo diocesano ser realizado de 2000 até 28 de agosto de 2002; os documentos desse processo e do processo informativo foram enviados aos funcionários da Congregação para as Causas dos Santos em 4 de setembro de 2002. A CCS validou estes processos em 4 de junho de 2004 e recebeu o dossiê Positio da postulação em 2007. Teólogos que assessoram a CCS aprovaram a causa em 5 de outubro de 2012, enquanto a própria CCS também a aprovou em 1 de outubro de 2013. A causa culminou em 9 de outubro de 2013, quando o Papa Francisco declarou que ele tinha vivido uma vida cristã exemplar de virtude heroica e o nomeou Venerável.
A beatificação do arcebispo dependia de um milagre atribuído à sua intercessão e precisava de reconhecimento para que ocorresse a beatificação. Um desses casos foi investigado (e recebeu validação da CCS em 24 de fevereiro de 2007), mas não pôde ser investigado em Roma até ser nomeado Venerável. Assim que isso ocorreu, o milagre foi examinado e recebeu a aprovação de médicos especialistas em 28 de novembro de 2013, enquanto teólogos também o aprovaram em 29 de abril de 2014. O cardeal e os bispos membros da CCS também aprovaram este milagre em 16 de setembro de 2014.
O Papa confirmou que esta cura foi um milagre legítimo em 17 de setembro de 2014, que permitiria a sua beatificação. O cardeal Angelo Amato presidiu a celebração em nome do papa em 19 de setembro de 2015 em San Miniato.

O atual postulador desta causa é o padre dominicano Gianni Festa.